# 1991 GF8
1991 GF8 är en asteroid i huvudbältet som upptäcktes den 8 april 1991 av den belgiske astronomen Eric W. Elst vid La Silla-observatoriet.
den tillhör asteroidgruppen Gefion.